# Cratere Leucothea
Leucothea è un cratere sulla superficie di Teti.